# 鈴木鈴木
鈴木鈴木（すずきすずき）は、日本の兄弟ユニット、歌手。兄の十夢（とむ）と弟の聖七（せいな）からなる。

## 概要
音楽活動を始めたのは、兄の十夢が高校1年生の時にボイストレーニングをしていて、後に番組への出演が決まったのがきっかけである。
最初は番組に十夢だけが出演する予定であったが、一人での歌唱動画を送るつもりが間違えて弟の聖七と一緒のカラオケ動画を送ってしまったところ、動画を見たディレクターから「ぜひ弟さんも来てほしい」と言われ、兄弟2人での出演が決まった。
2017年、TBS系列で放送された音楽トークバラエティ番組「Momm!!」の「歌唱力No.1決定戦」に出演。6代目チャンピオンとなり、MCの中居正広に「鈴木鈴木」と命名された。
TikTokのフォロワー数は約64万人で、2021年8月リリースの新曲「海のリビング」は6300万回以上再生され、人気急上昇で1位を獲得した。
2020年12月リリースの「君と僕はさ」は、サブスクリプション再生回数が2000万回を超えた。
2021年大晦日、日本武道館で開催の『ももいろ歌合戦』（BS日テレ・ニッポン放送・ABEMAなどが生中継）へ初出場。

## メンバー
兄の十夢と弟の聖七からなる兄弟ユニット。東京都出身。
十夢
とむ。2000年3月8日（25歳）。
聖七
せいな。2001年7月18日（23歳）。

## ディスコグラフィ

### 配信限定シングル
|      | 配信日         | タイトル                          | 規格                   | 備考        |
| ---- | -------------- | --------------------------------- | ---------------------- | ----------- |
| 1st  | 2020年12月9日  | 君と僕はさ                        | デジタル・ダウンロード |             |
| 2nd  | 2021年2月8日   | 秒針                              | デジタル・ダウンロード |             |
| 3rd  | 2021年4月16日  | 枯れそうな恋                      | デジタル・ダウンロード |             |
| 4th  | 2021年8月5日   | 海のリビング                      | デジタル・ダウンロード | [ 5 ] [ 6 ] |
| 5th  | 2021年11月18日 | ホワイトキス                      | デジタル・ダウンロード | [ 7 ]       |
| 6th  | 2022年2月28日  | 春空                              | デジタル・ダウンロード |             |
| 7th  | 2022年7月18日  | しゃあないや feat. SG             | デジタル・ダウンロード |             |
| 8th  | 2022年8月8日   | サイレンビート                    | デジタル・ダウンロード |             |
| 9th  | 2022年10月28日 | 1番近くで                         | デジタル・ダウンロード |             |
| 10th | 2023年7月14日  | アツアツブギー・バック            | デジタル・ダウンロード |             |
| 11th | 2023年9月22日  | ヒグラシ                          | デジタル・ダウンロード |             |
| 12th | 2023年11月17日 | 君と過ごす1度目の特別なクリスマス | デジタル・ダウンロード |             |

### アルバム
| Suzukisuzuki/ユニバーサルミュージック | Suzukisuzuki/ユニバーサルミュージック | Suzukisuzuki/ユニバーサルミュージック | Suzukisuzuki/ユニバーサルミュージック | Suzukisuzuki/ユニバーサルミュージック |
|                                       | 発売日                                | タイトル                              | 規格品番                              | 収録曲 |
| ------------------------------------- | ------------------------------------- | ------------------------------------- | ------------------------------------- | --- |
| 1st                                   | 2022年12月21日                        | 313                                   | UPCH-2253/4                           | CD1 1. 海のリビング 2. あなたのために別れたの 3. 声 4. 秒針 5. 君と僕はさ 6. 枯れそうな恋 7. サイレンビート 8. 好きな人の好きなものになりたい 9. 春空 10. しゃあないや (feat. SG) 11. ずっと君だけ 12. 1番近くで 13. ホワイトキス 14. 313 CD2 1. 冬が終わる前に 2. ラブ・ストーリーは突然に 3. Lovers Again (鈴木鈴木 feat. 叔父) |
| EP                                    | 2024年1月24日                         | SS-POP Ver.碧                         |                                       | 1. 碧～アオ～ 2. 君と過ごす1度目の特別なクリスマス 3. アツアツブギー・バック 4. flAme 5. 君と過ごす1度目の特別なクリスマス (Piano Ver.) 6. お守り |

### その他楽曲
- 鈴木鈴木×高橋玄『そっと決めた言葉は』（2021年5月31日）[8]
- SG 『Y.O.L.O (feat. 鈴木鈴木)』（2022年7月17日）
- 鈴木鈴木×はんくん&ガチヤマ 『欠けたピース』（2023年2月26日）

## 出演

### テレビ
- Momm!!（2017年、TBS系列）
- バゲット（2021年11月1日、日本テレビ）[9]
- めざましテレビ（2021年11月19日、フジテレビ系列）
- CDTVライブ!ライブ!（2021年12月6日、TBS系列）[10]
- 第5回ももいろ歌合戦 〜届け！希望の彼方へ〜（2021年12月31日、BS日テレ・ニッポン放送・ABEMAほか）
- CDTVライブ!ライブ!（2022年2月28日、TBS系列）
- KURUNE -next music live-（2022年11月28日、BSJapanext）

### ラジオ
- オールナイトニッポンX LIVE in smash.（2021年12月10日深夜、ニッポン放送）

### WEB
- おんがくキッチン（2021年8月 第19回 第20回、YouTube）

### イベント
- 第5回ももいろ歌合戦（2021年12月31日、日本武道館）[11]